# Cookie (romance)
Cookie é um romance infantil escrito pela autora inglesa Jacqueline Wilson, publicado em outubro de 2008 pela Doubleday. É ilustrado, como a maioria de seus livros, por Nick Sharratt. O livro foi lançado em 9 de outubro de 2008.
O livro foi classificado por idade (como "9+") pela editora, apesar da oposição de Wilson à prática.

## Trama
Apesar do nome, Beauty Cookson é uma garota simples e tímida que é apelidada de "feia" pelos colegas da escola, especialmente por sua principal valentona, Skye. Pior do que as provocações no parquinho, porém, são as críticas imprevisíveis de seu pai emocionalmente abusivo, Gerry Cookson. Ela é frequentemente repreendida por quebrar qualquer uma das regras da casa, bem como por sua falta de aparência e confiança, embora seja uma garota rica que mora em uma casa grande e lindamente decorada e frequenta uma escola particular. Sua única fonte de gentileza em casa é sua mãe, Dilys "Dilly" Cookson. Bela adora coelhos, embora Gerry a proíba de ter animais de estimação. Seu programa de televisão favorito é "Rabbit Hutch", um programa para crianças sobre um homem, Sam, e sua coelha de estimação, Lily.
Bela não tem amigos na escola. A única aluna que é legal com ela é Rhona, a melhor amiga de Skye. No entanto, Rhona quer desesperadamente ser amiga de Bela, o que ela revela um dia quando Skye está em uma consulta no dentista. Por fim, Bela é convidada para uma festa de aniversário que Rhona está organizando. Para a festa de aniversário, Gerry a obriga a fazer cachos em formato de saca-rolhas, e as valentonas populares Skye, Arabella e Emily criam um novo apelido para ela: Saca-rolhas Feio.
Bela conta à mãe sobre as provocações e Dilly decide aprender a fazer biscoitos, mesmo sendo uma péssima cozinheira, na esperança de que Bela ganhe um novo apelido, Cookie (um trocadilho com seu sobrenome, Cookson). Gradualmente, Bela e Dilly pegam o jeito de fazer biscoitos e se tornam maravilhosas nisso. Gerry se recusa a reconhecer qualquer coisa disso, duvidando completamente da capacidade de Dilly de cozinhar qualquer coisa.
O aniversário de Bela está se aproximando e ela está com medo, mas Gerry parece virar uma nova página e agir como um pai ideal. Gerry organiza uma festa de aniversário e consegue ingressos para todas as meninas da sua classe assistirem a um show chamado "Birthday Bonanza", com uma limusine com motorista para acompanhá-las até lá. Sua mãe compra um lindo vestido de estilo vitoriano para ela, e Beauty convida todas as meninas, incluindo Skye, e Dilly decide distribuir biscoitos no final da festa, que Gerry, com despeito, esmaga até virar migalhas. Rhona dá a Bela um coelho de estimação, a quem ela chama de "Aniversário". A festa logo se torna miserável quando, no show, Beauty se sente tímida demais para subir no palco (o show é para comemorar os aniversários das pessoas), e Gerry grita com ela na limusine depois que todas as garotas vão embora.
Quando Dilly e Beauty descobrem que Birthday foi morto por uma raposa depois que Gerry deliberadamente o deixou sair de sua gaiola, Dilly decide se separar dele, e ela e Beauty fazem as malas e saem de casa. Os dois dirigem até a primeira esposa de Gerry, Avril, que os trata gentilmente, mas a princípio menospreza a decisão de Dilly de deixar Gerry, dizendo que ela "deliberadamente se tornou uma sem-teto". Ela os deixa passar a noite lá até que decidam tirar férias. O resort de férias para onde eles vão se chama Rabbit Cove, que Bela escolhe devido ao seu amor por coelhos. Eles encontram o caminho para um resort à beira-mar idílico administrado por um gentil homem mais velho chamado Mike, um pintor que contrata Dilly como chef de café da manhã em seu B&B.
Dilly decide contar a Gerry onde eles estão, apesar das objeções de Beauty, mas depois que ele grita com ela e a chama de "loira velha e inútil", ela encerra a ligação. Gerry os persegue e grita com eles na frente dos clientes do café, chegando até a acusar Dilly de ter um caso com Mike e depois dar um soco no nariz dele, antes de ir embora. Embora Dilly esteja morando com Mike e ele dê a entender que quer começar a namorar, Dilly se recusa por enquanto, pois quer ser independente. Ele entende.
Pouco antes do verão, Bela é enviada para uma nova escola, contra a qual ela se opõe veementemente no início, até que finalmente concorda. Na escola, ela faz amigos e é apelidada de Garota dos Biscoitos, mas ainda mantém contato com Rhona por meio de cartas. Beauty é convidada para participar do "Watchbox", um programa de talentos do qual Skye realmente queria participar, devido à popularidade crescente dos biscoitos de sua mãe. Como presente, os produtores de Watchbox convidam Sam, que conta a Bela que sua coelha, Lily, está grávida. Sam decide dar a Bela seu próprio coelhinho.

## Personagens
- Beauty Cookson: Personagem principal; embora seja uma garotinha tímida, ela tem uma personalidade doce e adora coelhos e o programa infantil chamado "Rabbit Hutch", estrelado por Sam e sua coelha Lily.
- Dilly Cookson: a mãe carinhosa de Bela, que luta para enfrentar seu marido cruel, mas faz o melhor que pode para cuidar de Bela.
- Gerry Cookson: O pai completamente mau, vil, abusivo e controlador de Beauty, que não tem nada de bom nele e abusa emocionalmente de sua esposa e filha.
- Rhona Marshall: A única colega de classe que é legal com Bela, mas não consegue ser sua melhor amiga, pois ela já é melhor amiga de Skye, embora ela deseje o contrário.
- Skye Wortley: Uma garota rude da classe de Bela que tem prazer em intimidá-la e chamá-la de nomes desagradáveis como "Feia".
- Sam: A estrela do programa de TV favorito de Beauty, "Rabbit Hutch".
- Lily: Coelha de estimação de Sam e estrela de "Rabbit Hutch".
- Mike: Um pintor gentil que é dono de uma pousada em Rabbit Cove e acolhe Beauty e Dilly.
- Avril: Primeira ex-esposa de Gerry.
- Princesa: Colega de classe de Bela em Seahaven.

## Audiolivro
Um audiolivro da BBC foi lançado no mesmo mês que o romance, lido por Finty Williams.